# Mezgalji
Mezgalji (cyr. Мезгаљи) – wieś w Czarnogórze, w gminie Berane. W 2011 roku liczyła 172 mieszkańców.